# Ватерполо репрезентација Словеније
Ватерполо репрезентација Словеније представља Словенију у међународним такмичењима у ватерполу. Налази се под контролом Ватерполо савеза Словеније.

## Резултати репрезентације на међународним такмичењима

### Олимпијске игре
| Олим. игре        | Учествовање           | Пласман               | ИГ                    | П                     | Н                     | И                     | ГД                    | ГП                    | ГР                    |
| ----------------- | --------------------- | --------------------- | --------------------- | --------------------- | --------------------- | --------------------- | --------------------- | --------------------- | --------------------- |
| 1900 - Сеул 1988. | Као део СФРЈ          | Као део СФРЈ          | Као део СФРЈ          | Као део СФРЈ          | Као део СФРЈ          | Као део СФРЈ          | Као део СФРЈ          | Као део СФРЈ          | Као део СФРЈ          |
| 1992 - данас      | Није се квалификовала | Није се квалификовала | Није се квалификовала | Није се квалификовала | Није се квалификовала | Није се квалификовала | Није се квалификовала | Није се квалификовала | Није се квалификовала |
| Укупно            | 0                     |                       | '                     | '                     | '                     | '                     | '                     | '                     | '                     |

### Светско првенство у ватерполу
| Светско првенство | Учествовање           | Пласман               | ИГ                    | П                     | Н                     | И                     | ГД                    | ГП                    | ГР                    |
| ----------------- | --------------------- | --------------------- | --------------------- | --------------------- | --------------------- | --------------------- | --------------------- | --------------------- | --------------------- |
| 1973 - 1986.      | Као део СФРЈ          | Као део СФРЈ          | Као део СФРЈ          | Као део СФРЈ          | Као део СФРЈ          | Као део СФРЈ          | Као део СФРЈ          | Као део СФРЈ          | Као део СФРЈ          |
| 1991 - данас      | Није се квалификовала | Није се квалификовала | Није се квалификовала | Није се квалификовала | Није се квалификовала | Није се квалификовала | Није се квалификовала | Није се квалификовала | Није се квалификовала |
| Укупно            | 0                     | '                     | '                     | '                     | '                     | '                     | '                     | '                     | '                     |

### Европско првенство у ватерполу
| Европско првенство              | Учествовање           | Пласман               | ИГ                    | П                     | Н                     | И                     | ГД                    | ГП                    | ГР                    |
| ------------------------------- | --------------------- | --------------------- | --------------------- | --------------------- | --------------------- | --------------------- | --------------------- | --------------------- | --------------------- |
| Будимпешта 1926 - Атина 1991    | Као део СФРЈ          | Као део СФРЈ          | Као део СФРЈ          | Као део СФРЈ          | Као део СФРЈ          | Као део СФРЈ          | Као део СФРЈ          | Као део СФРЈ          | Као део СФРЈ          |
| Шефилд 1993. - Севиља 1997.     | Нису се квалификовали | Нису се квалификовали | Нису се квалификовали | Нису се квалификовали | Нису се квалификовали | Нису се квалификовали | Нису се квалификовали | Нису се квалификовали | Нису се квалификовали |
| Фиренца 1999.                   | Групна фаза           | 11. место             | 6                     | 1                     | 0                     | 5                     | 34                    | 53                    | -19                   |
| Будимпешта 2001.                | Нису се квалификовали | Нису се квалификовали | Нису се квалификовали | Нису се квалификовали | Нису се квалификовали | Нису се квалификовали | Нису се квалификовали | Нису се квалификовали | Нису се квалификовали |
| Крањ 2003.                      | Групна фаза           | 12. место             | 6                     | 1                     | 0                     | 5                     | 43                    | 56                    | -13                   |
| Београд 2006.                   | Групна фаза           | 12. место             | 6                     | 0                     | 0                     | 6                     | 42                    | 105                   | -63                   |
| Малага 2008. - Будимпешта 2020. | Нису се квалификовали | Нису се квалификовали | Нису се квалификовали | Нису се квалификовали | Нису се квалификовали | Нису се квалификовали | Нису се квалификовали | Нису се квалификовали | Нису се квалификовали |
| Сплит 2022.                     | Групна фаза           | 16. место             | 5                     | 0                     | 0                     | 5                     | 32                    | 73                    | -41                   |
| Дубровник/Загреб 2024.          | Групна фаза           | 14. место             | 5                     | 1                     | 0                     | 4                     | 39                    | 69                    | -30                   |
| Укупно                          | 5 учешћа              | 11. место             | 28                    | 3                     | 0                     | 25                    | 190                   | 356                   | -166                  |

### Светска лига у ватерполу
Без учешћа до сада